# Half Moon Pond
Half Moon Pond ist eine der Lagunen an der Nordküste von St. Kitts im Parish Saint Peter Basseterre im karibischen Inselstaat St. Kitts und Nevis.

## Geographie
Die Lagune liegt am Übergang von Conaree Bay zur Half Moon Bay, südöstlich von Conaree. Der Half Moon Point schiebt sich auf einer schmalen Landzunge zwischen dem Half Moon Pond und der Half Moon Bay nach Norden ins Meer. Der Half Moon Pond wurde stark durch den Menschen verändert (Kiesabbau?).